# Avvolgifiocco
L'avvolgi fiocco o rolla fiocco è uno strumento che serve per avvolgere il genoa o un fiocco attorno allo strallo di prua. 
Nasce per consentire la gestione delle vele di prua con maggior semplicità. Una volta issate, infatti, non serve più ammainarle ed è sufficiente rilasciare la cima del rollafiocco per aprire la vela; allo stesso modo per richiudere la vela bisogna lascare le scotte e cazzare la cima del rolla fiocco. In questo modo non è più necessario avere diverse vele a bordo da sostituire a seconda delle condizioni del vento, proprio perché la superficie velica da esporre al vento può essere decisa in base alla superficie della vela esposta al vento.
L'avvolgifiocco è composto da tre elementi, un tamburo, un cursore (girella o swivel), e lo strallo cavo. Attualmente esistono avvolgitori manuali, elettrici e idraulici.